# Han är uppstånden, Frälsaren
Han är uppstånden, Frälsaren är en psalm med text skriven 1884 av Carl Boberg och musik ur Hymns and Psalms från 1785-1788. Texten bearbetades 1986.

## Publicerad i
- Psalmer och Sånger 1987 som nr 516 under rubriken "Kyrkoåret - Påsk"[2]
- Segertoner 1988 som nr 462 under rubriken "Ur kyrkoåret - Jesu uppståndelse - påsken".[1]